# Перемишльське Передгір'я

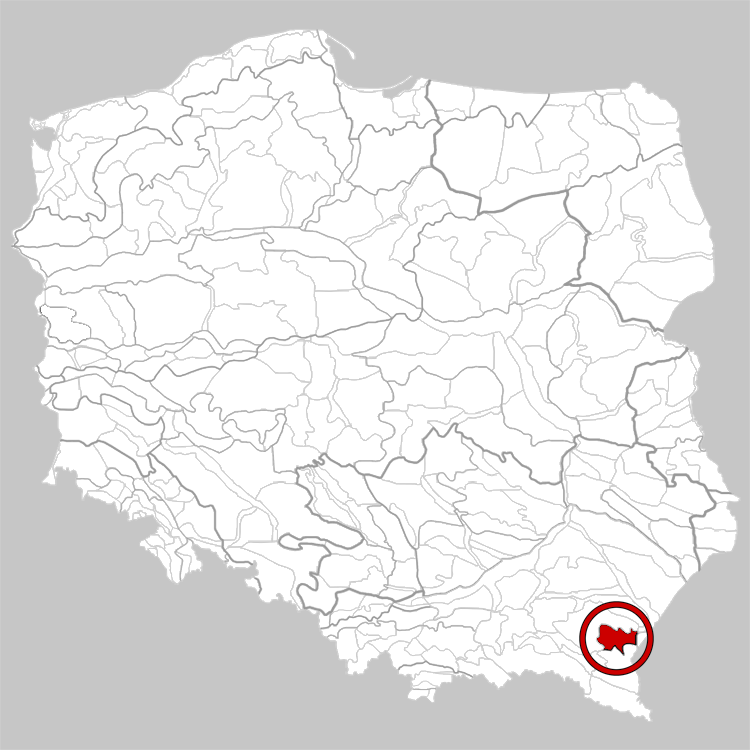
Перемишльське Передгір'я на мапі Польщі

49°44′01″ пн. ш. 22°23′34″ сх. д. / 49.733611111111° пн. ш. 22.392777777778° сх. д.
Перемишльське Передгір'я — крайній східний мезорегіон передгір'я в Польщі та Зовнішніх Західних Карпат. За фізико-географічним районуванням Польщі мезорегіон має номер 512.65. На півночі його кордон позначає річка Сан. На заході Перемишльське передгір'я межує з Диновським передгір'ям, на півдні — із Саноцько-Турчанськими горами, а на північному сході — із Сан-Дністровським плато. На сході умовно його кордоном є кордон з Україною. Найвища вершина регіону є Копистанька (541 м над рівнем моря).
Південний кордон чітко не встановлений. Тому територію, обмежену з півночі, заходу та півдня долиною Віар, інколи зараховують до Перемишльського передгір'я.
Основні річки території: Вяр, Ступніца, Яворнік, Цісова, Ольшанка, Ямнінка.
Тут розташовані переважно змішані ліси. На всій території Передгір'я переважають ялицеві та букові ліси. У нижніх частинах Перемишльського передгір'я поширені граб, дуб, береза та сосна, а у вищих: ялиця, ялина та бук.
Значну частину Підгір'я займає ландшафтний парк Перемишльське Передгір'я. В зоні мезорегіону планується створення Турницького національного парку.
Перед Другою світовою війною Перемишльське Передгір'я було густо заселене. В результаті війни, а також післявоєнних боїв і міграцій під час операції «Вісла» на території було зменшено кількість населення.

## Географія Перемишльського Передгір'я
На північному сході Підгір'я простягається довгий гірський масив, що тягнеться від Перемишля до Сану. Хребет має найвищу висоту Копистанька 541 м над рівнем моря на захід від села Кописно.
Між Бірчою та Кузьміною лежить хребет Кіцерки 483 м над рівнем моря), який закінчується безлісним пагорбом Бзяна (578 м над рівнем моря).
У північно-західній частині Перемишльського передгір'я від Іскані до Яблониці Руської пролягає Крушельницький хребет, довжиною 27 км. Його пагорби піднімаються від 379 м до 500 м. Від Іскані до Старої Бірчі існує хребет з найвищою висотою 449 м.

Біля Улуча знаходиться пасмо Кштова з найшишим пагорбом Кштув (533 м). Від Кузьміни на південний захід простягається хребет Високий з вершиною 586 м. 

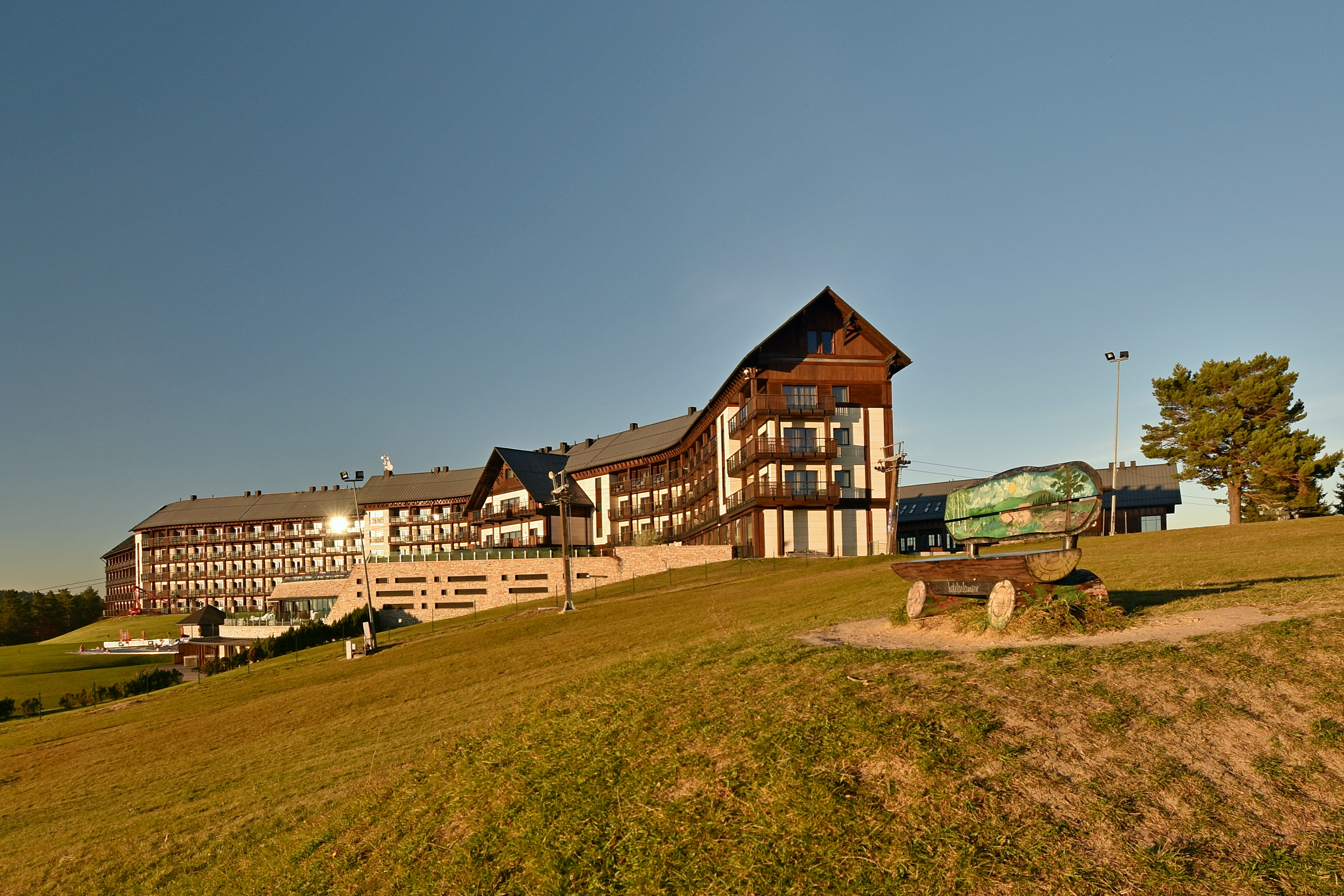
Готель Арламов
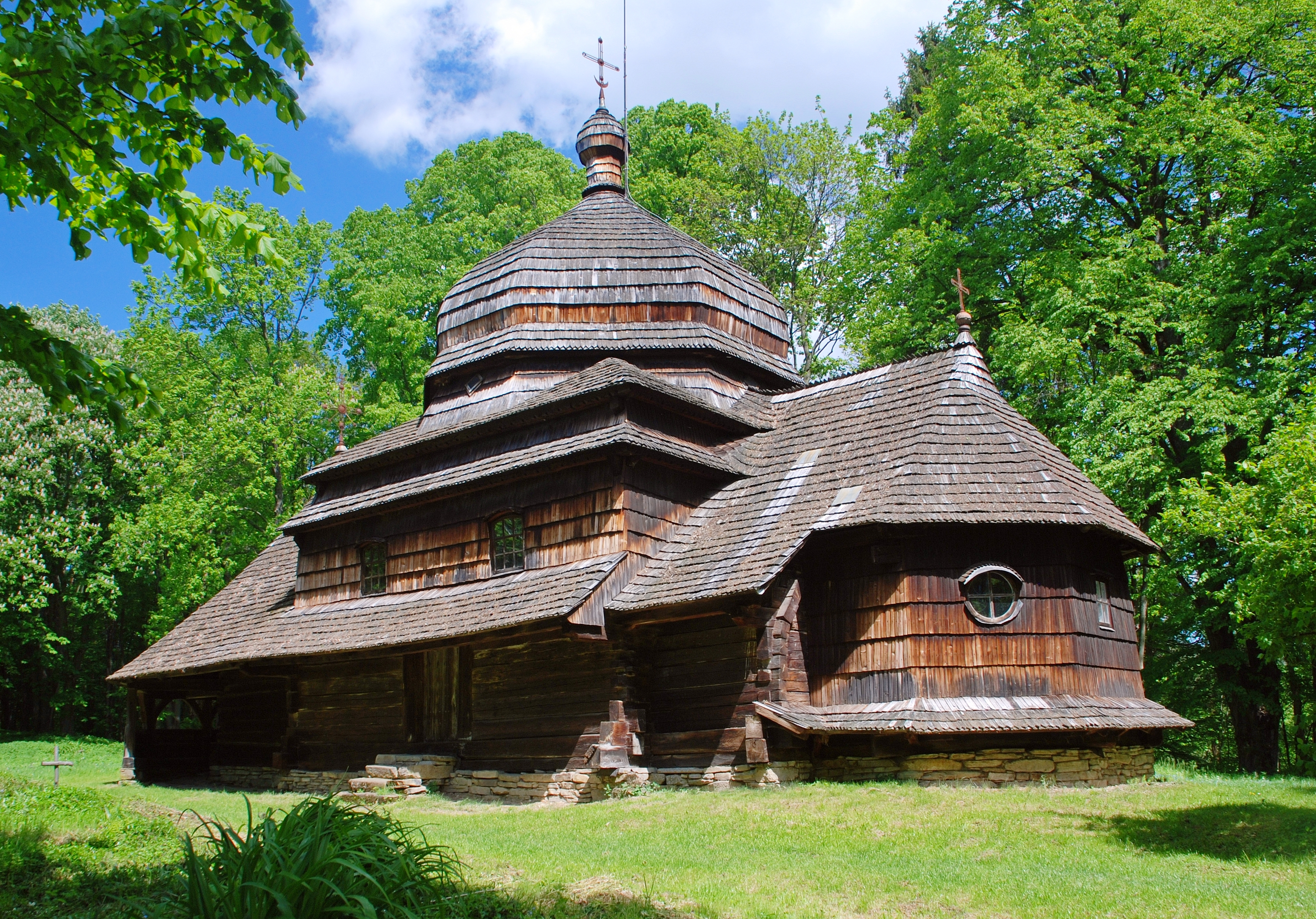
Улуч, історичний костел
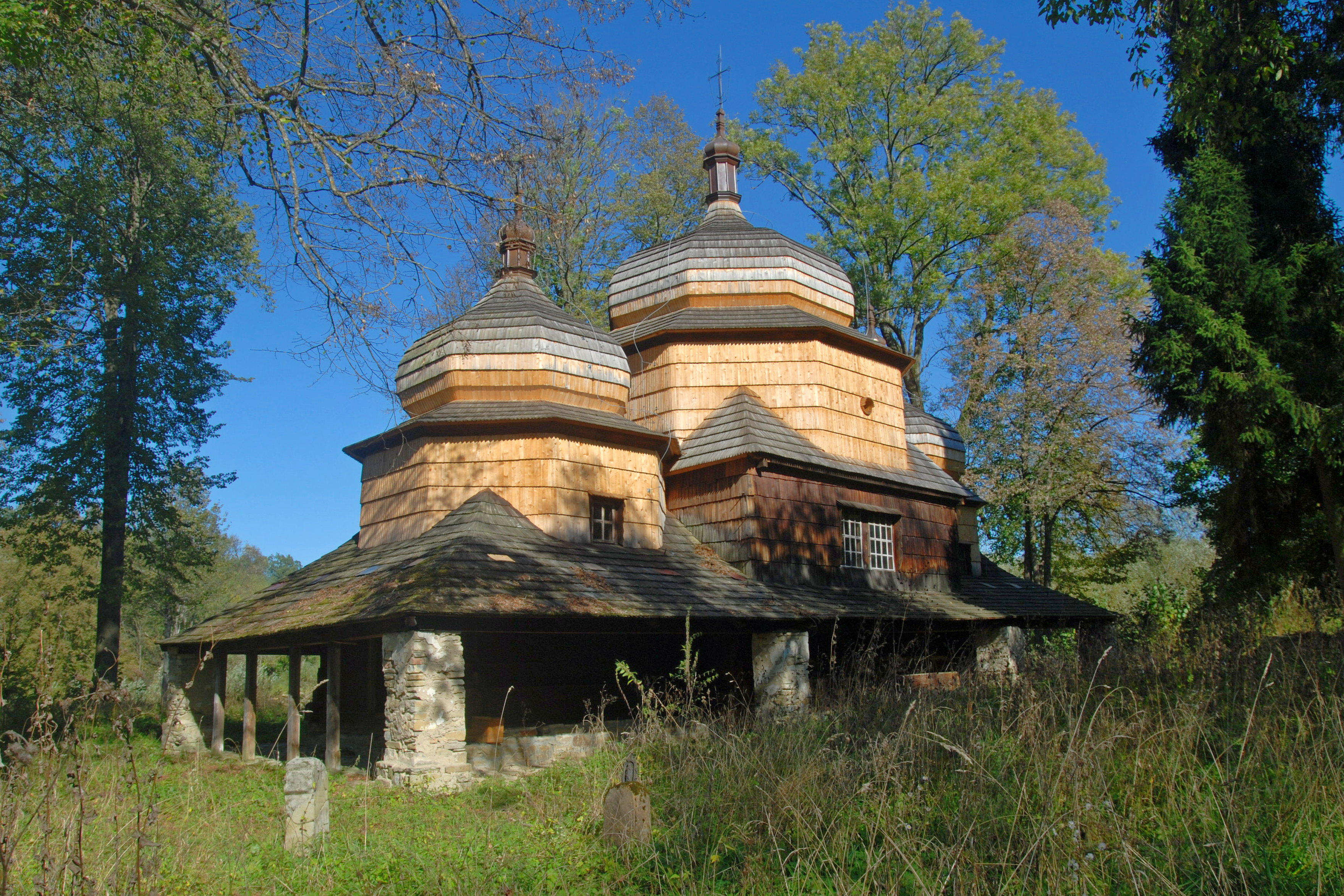
П'яткова, православна церква

## Туризм

### Туристичні стежки
По регіону прокладені шість туристичних стежок. Вони характеризуються тим, що тут немає значних перепадів висот і довгих і важких підйомів. Практично вся мережа стежок розташована на заповідних територіях: Ландшафтний парк Перемишльське передгір'я, Ландшафтний парк Слонні гори та Заповідна ландшафтна територія Перемишль-Диновський.
- Червона стежка: Перемишль — Санік

Загальна довжина описаної ділянки маршруту: 47 км. Час проходження всього маршруту 12 годин. Починається в Перемишлі та веде пагорбами Перемишльського передгір'я по пагорбам з чудовими краєвидами полон та лісів. Закінчується в Сяніку. На цьому маршруті є ділянка «Перемишльське передгір'я — Саноцько-Турчанські гори», що має протяжність 11,7 км та триває 3 год 15 хв.
Маршрут П'яткова Руська — Гута Березка протяжністю 13.8 км, тривалістю 4 години 10 хв. Проходить через гірський масив Пяскова.
- Зелена стежка: Перемишль — Динув

Довжина маршруту: 55 км. Тривалість прогулянок: 14 — 15 годин. Найкращі краєвиди: панорама долини річки Сян з вершин пагорбів та панорамні краєвиди поблизу Каньчуги в Сандомирській долині.
- Жовта траса: Дубецько — Порохник

Довжина маршруту: 15 км. Час ходьби: 4 години. Ця стежка з'єднує два історичні міста, розташовані у підніжжі пагорбів Диновського передгір'я. Почати мандрівку можна як у Дубецько, так і в Порохнику, де з 400-метрових пагорбів можна побачити чудові фахверкові будинки та де провів дитинство польський географ, етнограф, краєзнавець Мечислав Орлович.
- Стежка Чорної фортеці: Куньковце — Болестрашиці

Довжина маршруту: 19 км. Час ходьби: 5 годин. Стежка проходить по території лівого берега р. Сан. Ця ділянка маршруту веде до зовнішнього оборонного кільця Перемишльської фортеці, розташованих приблизно за 5-10 км від центру Перемишля. Проходження обох ділянок стежки, окрім знайомства з військовою архітектурою ХІХ ст., дає можливість помилуватися цікавими панорамами самого Перемишля та околиць, адже форти були побудовані на височини.
- Чорна фортечна стежка: Дибавка — Лапаївка

Довжина маршруту: 26 км. Тривалість прогулянки: 6,5 — 7 годин. Стежка прокладена по території правого берега р. Сан. В 3 км від Дибавки розташовано артилерійський форт VII «Пралківці» Перемишльської фортеці, Костел Введення Пресвятої Богородиці в Пралківцях, яка побудована у 1842 році. У Лапаївці знаходиться також залишки форту 13 та природний заповідник у Крувніках.
- Жовта стежка: Сухи Обич (618 м над рівнем моря) — Копистанька (541 м над рівнем моря)

Довжина маршруту: 14 км. Тривалість прогулянки: 3,5 — 4 години. Маршрут жовта стежка з'єднає два відомі пагорби Перемишльського району: Сухи Обич (618 м) і Копистаньку (541 м). Масив Сухи Обич, розташований на північний схід від Арламува. Стежка пролягає через старі ліси, і, попри короткий маршрут, передбачає круті, але короткі підйоми на хребет Сухого Обича. Завдяки модифікації стежки туристи можуть також відвідати містечко Риботичі, яке до Другої світової війни було відоме виробництвом взуття.
- Зелена траса: Бірча — перетин із синьою трасою

Довжина маршруту: 20 км. Час ходьби: 5 годин. Зелена стежка дозволяє побачити особливо цінні природні території, що характеризуються високим ступенем дикого ландшафту. Варто зазначити, що під час походу, крім Бірчі, турист не зустріне жодного населеного пункту. Найцікавішим у природному відношенні є 10-кілометровий лісистий гірський масив, де можна зустріти тритона карпатського.Оскільки стежка перетинає річку Вір, то після сильних опадів і підйому води слід йти дорогою до сусіднього мосту в Трійцях (1,5 км), а потім повернутися на стежку.
- Блакитна стежка: Явірник Польський — Кальварія Пацлавська

Довжина становить 74 км. Починається у Явірник Польський біля річки Млєчна. Характерною особливістю цього маршруту є його протяжність лісовими масивами. На невеликій ділянці він проходить по берегах річки Сан. Закінчується у Кальварія Пацлавська біля високого пагорба, що на правому березі річки Вігор, де з оглядових майданчиків можна помилуватися мальовничою долиною.